# Littleham
Littleham – wieś i civil parish w Anglii, w hrabstwie Devon, w dystrykcie Torridge. Leży 57 km na północny zachód od miasta Exeter i 292 km na zachód od Londynu. W 2011 roku civil parish liczyła 446 mieszkańców. Littleham jest wspomniana w Domesday Book (1086) jako Liteham.